# Notre-Dame-du-Parc
Notre-Dame-du-Parc är en kommun i departementet Seine-Maritime i regionen Normandie i norra Frankrike. Kommunen ligger i kantonen Longueville-sur-Scie som tillhör arrondissementet Dieppe. År 2022 hade Notre-Dame-du-Parc 185 invånare.

## Befolkningsutveckling
Antalet invånare i kommunen Notre-Dame-du-Parc
| Referens: INSEE |